# Methionin-Synthase
Die Methionin-Synthase (Gen: MTR, auch als Homocystein-Methyltransferase bekannt) katalysiert den letzten Schritt in der Regeneration von Methionin (Met) aus Homocystein (Hcy) mithilfe des Cofaktors Methylcobalamin bzw. Vitamin B12.
Methionin ist eine essentielle Aminosäure, die vom menschlichen Körper nicht de novo synthetisiert wird. Sie ist Ausgangssubstanz für S-Adenosylmethionin, welches eine wichtige Quelle für aktive Methylgruppen darstellt.
Eine Fehlfunktion der Methionin-Synthase scheint auch Ursache für Neuralrohrdefekte zu sein.